# Boulos Yazigi
Boulos Yazigi (em árabe: بولس يازجي[عدل; Lataquia, 1959) é um religioso sírio, desde 2000 Metropolita de Alepo da Igreja Ortodoxa Antioquina. Está desaparecido desde 2013, quando foi raptado por militantes islamistas juntamente ao bispo Youhanna Ibrahim, da Igreja Ortodoxa Síria.
Nascido em uma família cristã ortodoxa devota, de onde sairia o hoje Patriarca de Antioquia João X, Boulos foi ordenado diácono celibatário em 1985, logo após graduar-se engenheiro civil pela Universidade de Tishreen, em Lataquia, ocasião em que foi estudar teologia na Universidade Aristóteles de Salonica, conquistando o bacharelado em 1989, o mestrado em 1992 e um doutorado em filosofia. No mesmo ano, foi ordenado presbítero. Também estudou no Monte Atos. Boulos foi decano do Instituto de Teologia até 2000, quando foi ordenado Metropolita de Alepo.